# Munitionnette

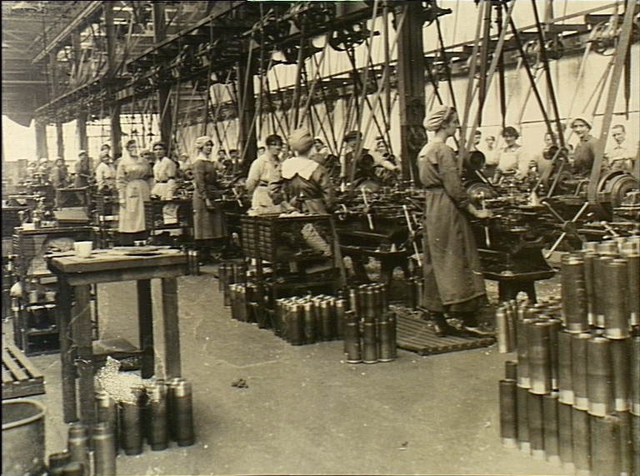
Munitionnettes travaillant à la production d’obus, au Royal Arsenal en Angleterre.

Lors de la Première Guerre mondiale, dans tous les pays belligérants, les femmes deviennent un soutien indispensable à l’effort de guerre dans l’industrie de l’armement, remplaçant dans les usines les hommes partis au combat. Elles sont surnommées les munitionnettes car elles fabriquent souvent des armes, des munitions et de l'équipement militaire.

## Définition

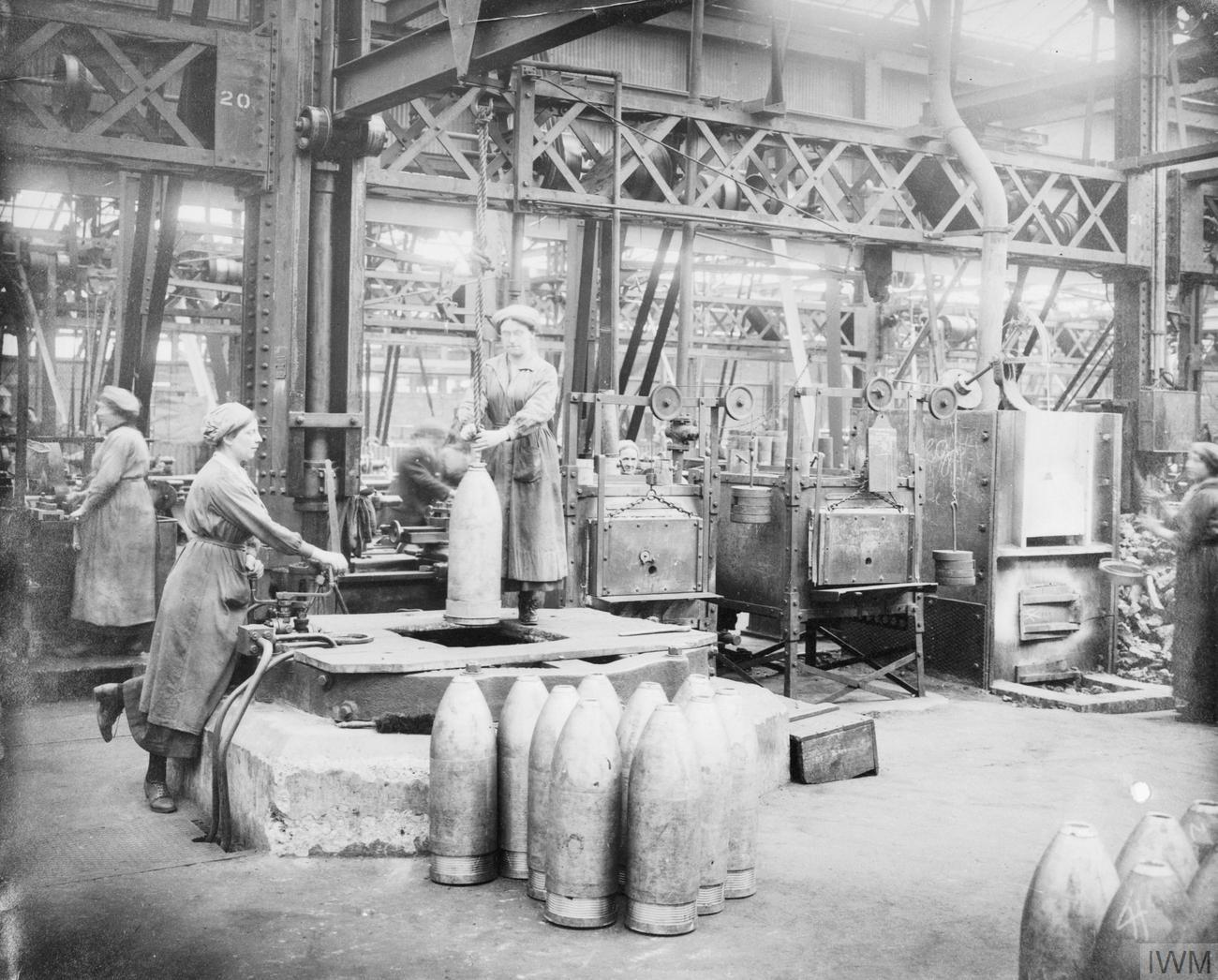
Munitionnettes britanniques en mai 1917 dans une usine Vickers.

On appelle munitionnette - ou munitionette, en anglais britannique - une femme travaillant dans une usine d’armement en temps de guerre. Ce surnom vient du nombre inhabituel de femmes employées dans les usines pendant la Première Guerre mondiale du fait de la mobilisation générale des hommes pour le front qui engendre d’une part des postes vacants et d’autre part le manque de ressources de leurs femmes.

## L’appel aux femmes

### L’appel de Viviani

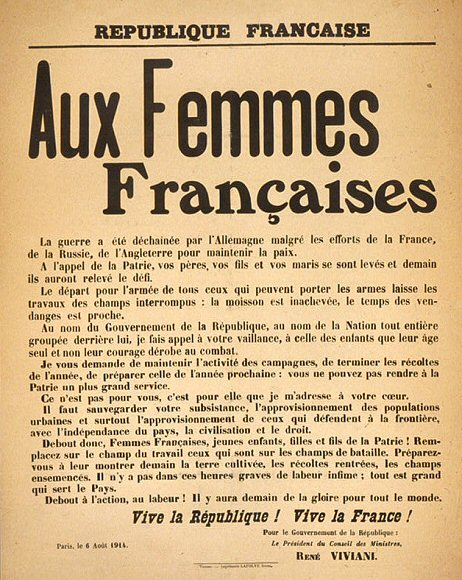
« Appel aux Femmes Françaises » lancé par René Viviani le 7 août 1914 afin de mobiliser les femmes des campagnes pour assurer les moissons et les vendanges.

En France, le 7 août 1914, elles sont appelées à travailler par le président du Conseil René Viviani par le biais d'un communiqué officiel. On croit alors à une victoire rapide, et ce communiqué s’adresse donc principalement aux femmes d’agriculteurs. Le but est d’assurer le bon déroulement des moissons et des vendanges avant le retour des soldats.
Ce n’est qu’en 1915 qu’on se rend compte que la guerre peut durer et c’est à ce moment que l’on fait appel aux femmes pour pallier le manque de main d’œuvre dans les usines pour fabriquer des munitions, des avions ou encore des canons. Le fait de pouvoir fournir cela au front permettra aux hommes partis au champ de bataille d’emporter la victoire et de rentrer chez eux.
Les « Munitionnettes » ont en particulier travaillé sur l'usine mise en place d'urgence par André Citroën à Paris, quai de Javel, produisant 10 000 obus par jour, puis 55 000 obus par jour en 1917, qui sera après la guerre reconvertie en quatre mois pour être utilisée pour la création de la société Citroën.

### L'effort de guerre
Dans le but de gagner la guerre, la République française demande à la population de s’investir dans l’effort de guerre de toutes les manières possibles. C’est que l’on appelle la guerre totale. Dans cette optique, les femmes remplacent alors leurs maris et leurs frères dans le monde du travail et les enfants trop jeunes aident dans les champs. L’État fait aussi appel aux populations de l’arrière pour financer la guerre en donnant leur or par ce qui est alors appelé des « emprunts ».
Au début de la guerre, les femmes représentent 6 à 7 % de la main d’œuvre des usines d’armement en France. À la fin de la guerre, elles sont près de 420 000 à manipuler chaque jour des obus, soit un quart de la main d’œuvre totale. Au Royaume-Uni, elles sont plus d’un million à travailler dans des usines d’armement telle que celle de Chillwell (en), dans le Nottinghamshire.
La main d’œuvre féminine était tellement cruciale pour l’effort de guerre qu’en 1915, le général Joffre a déclaré : « Si les femmes qui travaillent dans les usines s’arrêtaient vingt minutes, les Alliés perdraient la guerre ». En quatre années de guerre, les munitionnettes auront fabriqué trois cents millions d’obus et plus de six milliards de cartouches.

## Les conditions de travail

### Le travail

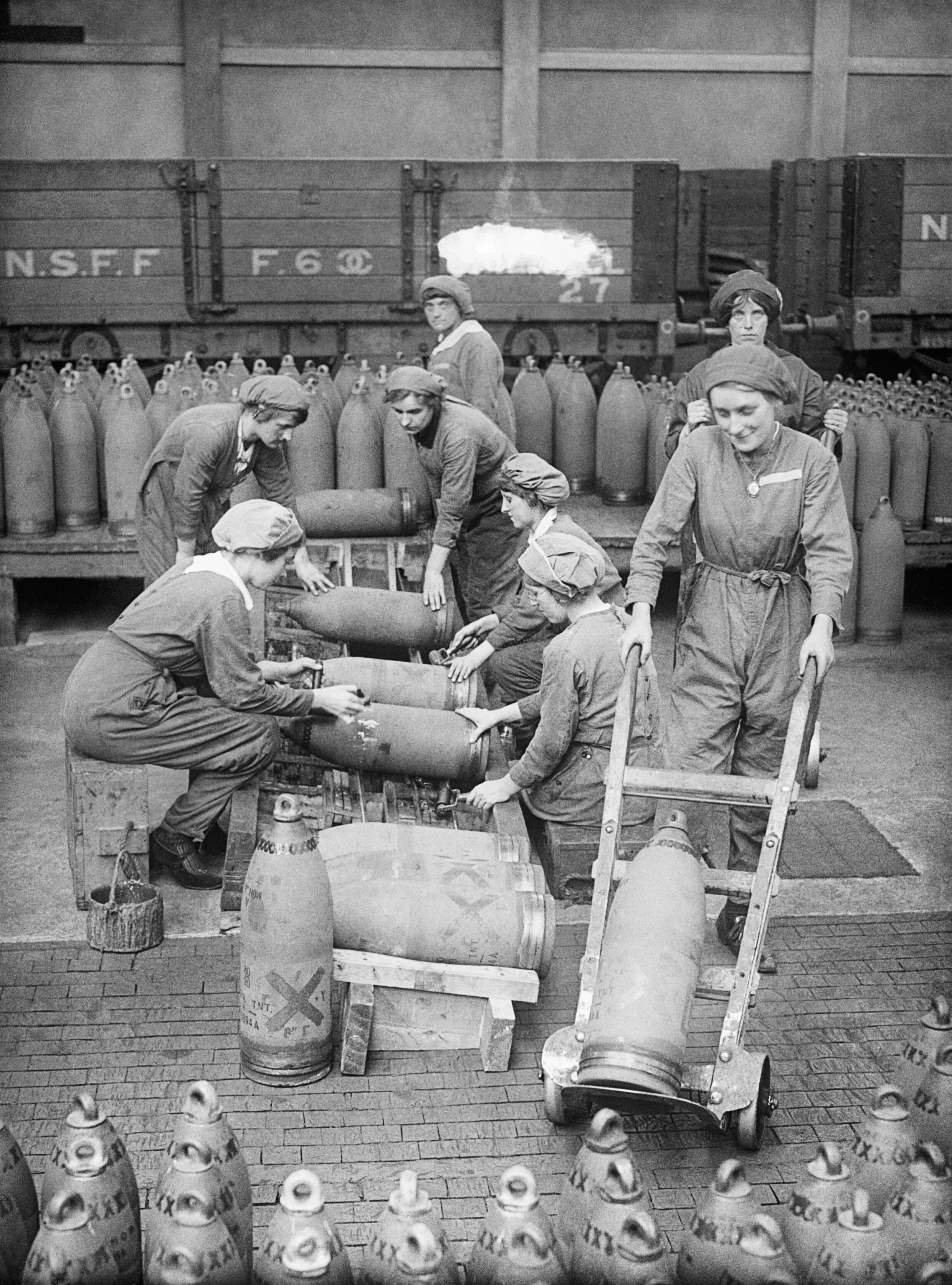
Munitionnettes, National Shell Filling Factory, Chilwell, en 1917.

Les conditions de travail sont particulièrement difficiles. C'est même souvent un travail à la chaîne. C’est également un travail pénible du fait du poids des obus. Ainsi, comme l’a décrit Marcelle Capy, journaliste féministe qui a travaillé dans les usines d’armement anonymement entre novembre 1917 et janvier 1918 publiée dans le journal La Voix des Femmes : « L'ouvrière, toujours debout, saisit l'obus, le porte sur l'appareil dont elle soulève la partie supérieure. L'engin en place, elle abaisse cette partie, vérifie les dimensions (c'est le but de l'opération), relève la cloche, prend l'obus et le dépose à gauche. Chaque obus pèse 7 kg. En temps de production normale, 2 500 obus passent en 11 heures entre ses mains. Comme elle doit soulever deux fois chaque engin, elle soupèse en un jour 35 000 kg. Au bout de ¾ d'heures, je me suis avouée vaincue. J'ai vu ma compagne toute frêle, toute jeune, toute gentille dans son grand tablier noir, poursuivre sa besogne. Elle est à la cloche depuis un an. 900 000 obus sont passés entre ses doigts. Elle a donc soulevé un fardeau de 7 millions de kilos. Arrivée fraiche et forte à l'usine, elle a perdu ses belles couleurs et n'est plus qu'une mince fillette épuisée. Je la regarde avec stupeur et ces mots résonnent dans ma tête : 35 000 kg »,.
Les munitionnettes travaillent debout, par périodes de 10 h à 14 h, de jour comme de nuit et tous les jours de la semaine, les réglementations du travail ayant été suspendues pour pouvoir participer à l’effort de guerre. Le diminutif « -ette » de munitionnette minimise cependant la dureté de leur travail car, en France, les femmes ont été appelées dans les usines d’armement en dernier recours, après les civils, les hommes réformés et les « coloniaux ». À la fin de la Première Guerre mondiale, la France compte 420 000 femmes dans les usines d’armement, contre plus d’un million au Royaume-Uni.

### Le salaire
Le poste de munitionnette est le mieux payé de tous à l’époque, notamment dû à la pénibilité du travail et aux réels risques qu’engendre la manipulation des bombes. Elles sont toutefois moins bien payées que les hommes (50 % de moins en 1913 et 20 % de moins en 1917), pour le même travail. Ce salaire, plus élevé que celui d’une midinette (couturière) par exemple, était même à l’origine d’une rumeur qui disait que les munitionnettes souhaitaient une guerre longue.

### Les risques
Malgré le fait d’être bien rémunéré, la fabrication des munitions n’est pas seulement une activité pénible : il y avait de réels risques pour les employés des usines d’armement.
Tout d’abord, les armes qui sont fabriquées sont elles-mêmes un danger. La moindre étincelle pouvait faire exploser l’usine entière. Tout objet métallique était donc interdit dans l’usine : clous des chaussures à talons, épingles à cheveux, agrafes de vêtements etc. Les accidents de travail sont fréquents dans les usines d’armement ; l’usine de Chillwell (en) a d’ailleurs été détruite le 1er juillet 1918 lors d’une explosion de huit tonnes de TNT (trinitrotoluène) et a causé la mort de 134 personnes et blessé quelque 250 autres.
L’autre danger du TNT pèse sur la santé des ouvriers. En effet, il s’agit d’un produit toxique, qui rend la peau et les cheveux jaunes. Les munitionnettes britanniques étaient d’ailleurs surnommées les « canaris ». Ce n’est cependant pas les seuls dommages que crée le TNT : les premiers signes d’une intoxication sont le rhume, le nez bouché, la toux et des maux de têtes. Enfin, une exposition prolongée au TNT atteint principalement le système sanguin et les reins et peut provoquer la stérilité.

## Les munitionnettes après la Première Guerre mondiale

### La fin de la Grande guerre
Les femmes ont donc participé tout au long de la Première Guerre mondiale à l’effort de guerre. Une fois l’Armistice signée en 1918, les hommes rentrent chez eux. Et les femmes rentrent chez elles.
La Grande guerre a donc permis de démocratiser le travail des femmes. La main d’œuvre d’avant 1914 était en effet déjà composée de 7 à 10 % de femmes alors qu’à la fin de la guerre, un travailleur sur quatre était de sexe féminin.
Le travail des femmes pendant la Première Guerre mondiale n’a cependant pas toujours été vu de façon positive. En effet, la plupart des poilus revenus du front « accusaient les femmes d’avoir profité et d’avoir fait la vie » pendant leur absence.
Enfin, notons qu’au Royaume-Uni, les femmes ont été récompensées de leur effort de guerre par le Representation of the People Act, une loi accordant le droit de vote des femmes âgées d’au moins 30 ans. Cet âge sera abaissé à 21 ans, la majorité de l’époque, en 1928. En France, il faudra attendre le 21 avril 1944 pour acquérir ce droit.

### La Seconde Guerre mondiale

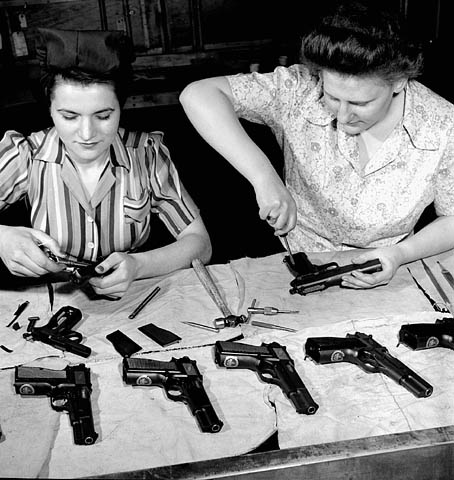
À la fabrique de munitions John Inglis Co. de Toronto, les ouvrières Agnes Apostle de Dauphin (Manitoba) et Joyce Horne de Toronto (Ontario) effectuent un dernier assemblage d'un pistolet semi-automatique de 9 mm pour expédition en Chine.

On a de nouveau fait appel aux femmes lors de la Seconde Guerre mondiale au Royaume-Uni, aux États-Unis et au Canada notamment. Elles sont d’ailleurs plus de 6 millions de femmes américaines à travailler dans l’industrie militaire.
Au Canada, les femmes constituaient le quart de la main d’œuvre dans les usines d’armement. La chaîne Global TV diffuse d’ailleurs depuis janvier 2012 la série Bomb Girls (Des femmes et des bombes), retraçant la vie de quatre femmes canadiennes dans une usine d’armement.

## L’héritage des munitionnettes
Les munitionnettes et les autres femmes participant à l’effort de guerre sont aujourd’hui le symbole du début de l’émancipation féminine, mais aussi de l’indispensabilité de leur travail pour la Nation. Ces femmes ont découvert un sentiment d’indépendance financière et d’utilité au sein du monde du travail. Ces femmes sont aujourd’hui encore considérées comme étant à l’origine du féminisme.
Au Royaume-Uni, le Representation of the People Act 1918 accorde le droit de vote aux femmes de plus de trente ans. Ironiquement, et bien que nombre de parlementaires justifient leur revirement sur la question du suffrage féminin par le travail des munitionnettes, la majorité de celles-ci n'obtiennent pas le droit de vote : le suffrage reste censitaire pour les femmes, bien qu'il devienne universel pour les hommes.
En France où il a fallu attendre la Seconde Guerre mondiale pour que les femmes obtiennent le droit de vote.
Il existe aujourd’hui, à Rennes, une rue des Munitionnettes, en hommage aux munitionnettes qui ont arrêté le travail trois jours durant en 1917 pour réclamer le retour de leurs maris. Il existe aussi une rue à Toulouse.